# Leszek Tokarz
Leszek Michał Tokarz (ur. 9 lipca 1953 roku w Nowym Targu) – polski hokeista, olimpijczyk.

## Życiorys
Absolwent AWF w Katowicach.

## Kariera klubowa
Środkowy napastnik Podhala Nowy Targ, GKS Katowice, Zagłębia Sosnowiec oraz klubów niemieckich. W polskiej lidze wystąpił w 344 spotkaniach, w których zdobył 270 bramek. W sezonie 1972/1973 był najlepszym strzelcem drużyny nowotarskiej w lidze zdobywając 41 goli. W 1978 roku zdobył nagrodę Złotego Kija redakcji "Sportu" dla najlepszego hokeisty w kraju. Czterokrotnie zdobywał tytuł mistrza Polski i dwukrotnie wicemistrza.
Pod koniec 1998 z reprezentacją Polski wygrał turniej Mistrzostw Świata Weteranów w Klagenfurcie (w meczu finałowym wygranym 3:0 z Czechami zdobył wszystkie gole).

## Kariera reprezentacyjna
W reprezentacji Polski wystąpił w latach 1971–1979 106 razy strzelając 45 goli. Wystąpił w Igrzyskach Olimpijskich w Sapporo 1972 oraz w siedmiu turniejach mistrzostw świata (1971, 1972, 1973, 1974, 1975, 1978, 1979). Na MŚ Grupy B 1972 został wybrany najlepszym napastnikiem turnieju, a na MŚ Grupy B 1978 był drugi w klasyfikacji strzelców i został wybrany do składu gwiazd
turnieju.
Jego brat Wiesław został również hokeistą i olimpijczykiem.

## Inna działalność
26 lipca 2023 ogłoszono, że został członkiem rady nadzorczej Podhale Nowy Targ S.A..

## Odznaczenia
- Złoty Krzyż Zasługi (2005)[5]